# 怪奇!戦慄の怪人/オカルトショック
怪奇！戦慄の怪人／オカルトショック（かいき！せんりつのかいじん／オカルトショック、英:The Norliss Tapes）は、1973年にテレビ映画として放送されたアメリカ合衆国のホラー映画。 
監督ダン・カーティス。脚本ウィリアム・F・ノーラン。 出演ロイ・シネス、アンジー・ディキンソン。 

## あらすじ
オカルト作家のノーリスは後家のエレンとともに、若い女性を狙った青白い顔の怪人を追っていた。
やがて、事件の核心にはブゥードゥー教の死者蘇生術が関わっていた。
その後、出版社の関係者がノーリスの元を訪れる。本人の姿はなかったものの、テープレコーダーがあり、中に入っていたテープには、本人の声でが記録されていた。

## キャスト
| 役名        | 俳優                   | 日本語吹替                             |
| 役名        | 俳優                   | NETテレビ版                            |
| ----------- | ---------------------- | -------------------------------------- |
| ノーリス    | ロイ・シネス           | 日下武史                               |
| エレン      | アンジー・ディキンソン | 富田恵子                               |
| エバンス    | ドン・ポーター         | 水島弘                                 |
| ジェキール  | ヴォネッタ・マクギー   | 北條美智留                             |
| ハートルー  | クロード・エイキンス   | 雨森雅司                               |
| マーシャ    | ミシェル・ケリー       | 杉山佳寿子                             |
| 不明 その他 |                        | 寺島幹夫 宮川洋一 増岡弘 遠藤晴 国坂伸 |
|             |                        |                                        |
| 演出        | 演出                   | 佐藤敏夫                               |
| 翻訳        | 翻訳                   | 木原たけし                             |
| 効果        |                        |                                        |
| 調整        | 調整                   | 前田仁信                               |
| 制作        | 制作                   | 東北新社                               |
| 解説        |                        |                                        |
| 初回放送    | 初回放送               | 1974年8月17日 『土曜映画劇場』         |